# Серце матері (телесеріал)
«Серце матері» (рос. Сердце матери) — російськомовний телесеріал 2019 року знятий в Україні. Телесеріал створено кінокомпанією Star Media на замовлення ТРК «Україна».. Авторами сценарію виступили Алан Хрумов, Олена Купцова, Євгенія Вагіна, Ольга Жабіна, режисером виступив Олександр Ітигілов.
Прем'єра телесеріалу в Україні відбулася 18 березня 2019 року на телеканалі «ТРК Україна». Прем'єра в Росії відбулася 2 вересня 2019 року на телеканалі Россія-1.

## Сюжет
Після смерті матері Ася Демидова залишається одна. Ще й до того вона провалює вступ до вишу. Аби здійснити свою мрію, стати відомим модельєром, дівчина влаштовується працювати на швейну фабрику. Вона з головою поринає в улюблену справу — займається дизайном одягу. Да так, що крім роботи її ніколи нічого не цікавить. Але не дивлячись на це, в її житті зустрічається кохання … з директором фабрики Артемом Єрмолаєвим.
В один момент все рушиться… На машину, в якій Ася їде з чоловіком і дитиною, нападають невідомі. Чоловік загинув, а маленька Надя зникла без сліду.

## У ролях
- Олеся Фаттахова — Ася Демидова (головна роль)
- Артем Алексєєв — Артем Єрмолаєв (головна роль)
- Олексій Нагрудний
- Людмила Загорська
- Ілля Алексєєв
- Алла Масленнікова
- Олеся Жураківська
- Даша Трегубова
- Діана Дика — Надійка
- Федір Лавров
- Тимофій Дмитренко — Ігнат
- Єва Шевченко-Головко — Ганна
- Вікторія Боряк — Маша
- Олег Венгер — агент з нерухомості
- Олена Речич — Ірина, вчителька
- Марія Мархай — епізод
- Валентина Войтенко — епізод
- Данила Бочков — хлопчик з дитбудинку
- Ірина Бардакова — Олена, редактор
- Данило Лакоза — Максим, вихованець дитбудинку
- Олександр Безверхий — Миша
- Анастасія Чепелюк

## Виробництво
Телесеріал фільмувався у 2018 році в Києві та Київській області.